# Ultraleichtfluggelände Hasselfelde

i7
i11
i13
Das Ultraleichtfluggelände Hasselfelde liegt im Ortsteil Hasselfelde der Gemeinde Oberharz am Brocken im Landkreis Harz in Sachsen-Anhalt. Der Platzhalter und Betreiber ist die HaWo Management GmbH, Pullman City Harz.

## Lage
Das Ultraleichtfluggelände liegt etwa 2 km nordöstlich von Hasselfelde.

## Flugbetrieb
Das Ultraleichtfluggelände besitzt eine Betriebsgenehmigung für aerodynamisch gesteuerte Ultraleichtflugzeuge (einschließlich Tragschrauber). Es ist mit einer 510 m langen und 20 m breiten Start- und Landebahn aus Gras (Richtung 08/26) ausgestattet. Es dient dem Betrieb mit Luftfahrzeugen des Platzhalters sowie Dritter mit vorheriger Zustimmung des Platzhalters (PPR). Aufgrund der Hindernissituation in den An- und Abflugsektoren darf das Ultraleichtfluggelände nur von Luftsportgeräteführern benutzt werden, die eine Gesamtflugzeit als Luftsportgeräteführer von mindestens 100 Stunden nachweisen können.

## Geschichte
Das Ultraleichtfluggelände Hasselfelde wurde ursprünglich am 6. Juli 1995 mit der Norbert Mundorf und Götz Vogel GbR als Platzhalter genehmigt. Es besaß zu diesem Zeitpunkt eine Betriebszulassung für Segelflugzeuge, Hängegleiter und Gleitsegel, alle mit der Startart Windenstart. Die Genehmigung erlosch am 31. Dezember 2000. Die aktuell gültige Genehmigung mit der HaWo Management GmbH, Pullman City Harz, als Platzhalter wurde am 20. März 2012 erteilt. Die Betriebsaufnahme wurde am 23. Mai 2012 gestattet.

## Zwischenfälle
Am 13. August 2016 stürzte ein Ultraleichtflugzeug des Typs UW 9 „Sprint“ kurz nach dem Start auf der Piste 26 etwa 270 m nördlich der Schwelle der Piste 08 in eine Wiese ab. Unmittelbar nach dem Aufprall geriet das Luftfahrzeug in Brand und brannte fast vollständig aus. Der 68-jährige Pilot wurde tödlich verletzt. Das Ultraleichtflugzeug wurde zerstört.